# ロシア産業エネルギー省
ロシア連邦産業エネルギー省（ロシアれんぽうさんぎょうエネルギーしょう、ロシア語：Министерство промышленности и энергетики Российской Федерации, 略称:Минпромэнерго России）は、ロシアの中央省庁のひとつ。
産業政策、軍事産業、エネルギー複合体、さらに航空技術開発、技術法制、規格統一、鉱物資源の開発、国防および安全保障に関連科学技術など広範囲な分野を管轄する。
2008年5月12日の大統領令724号をもって産業エネルギー省は廃止され、新たに産業貿易省とエネルギー省が設置された。